# Władysław Deskiewicz

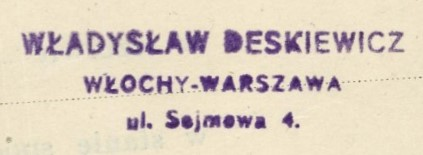
Pieczątka firmowa

Władysław Deskiewicz (ur. 15 września 1885 w Cieślinie, zm. ?) – polski kupiec, plutonowy Wojska Polskiego, kawaler Orderu Virtuti Militari.

## Życiorys
Urodził się 15 września 1885 w Cieślinie, w ówczesnym powiecie inowrocławskim Prowincji Poznańskiej, w rodzinie Jerzego i Antoni z Derkiewiczów. W latach 1896–1904 uczęszczał do gimnazjum w Inowrocławiu. Przed maturą został wydalony z gimnazjum „consilium abeundi”. Wyjechał do Berlina, gdzie ukończył kilka semestrów agronomii, a później odbył obowiązkową służbę wojskową w Cesarskiej Marynarce Wojennej, w charakterze jednorocznego ochotnika. Po zwolnieniu z wojska odbył praktykę rolną, a następnie podjął pracę administratora majątku w Woźnikach.
W 1914 został powołany do służby wojskowej. Do 1916 walczył na froncie w Belgii, w formacji piechoty złożonej z marynarzy-rezerwistów. Awansował na plutonowego. Następnie pracował w Łukowie, jako urzędnik referatu rolnego niemieckich władz okupacyjnych. W 1918, po odzyskaniu niepodległości, rozpoczął organizować referaty aprowizacyjne w powiatach: sokołowskim i węgrowskim. W 1919 został kierownikiem handlowym w wydziale handlu sejmiku powiatowego w Sokołowie.
4 sierpnia 1920 w Warszawie wstąpił jako ochotnik do Kompanii Ochotniczej Strzelców Wyborowych przy 18 Dywizji Piechoty, a następnie przy 42 pułku piechoty. W oddziale, który zorganizował kapitan Jan Ogrodziński pełnił obowiązki sierżanta szefa. Wyróżnił się męstwem 12 września 1920 pod Korytnicą.
17 listopada 1920 w Łachwie został zdemobilizowany. Tego dnia zachorował na tyfus. W czasie leczenia, w kilku szpitalach, zaginął mu Krzyż Orderu Virtuti Militari. Później został zatwierdzony w stopniu plutonowego rezerwy, który posiadał w armii niemieckiej.
W 1921 został administratorem majątku w Ceranowie, później wspólnikiem firmy drzewnej i kierownikiem tartaku w Żołudku. Po likwidacji spółki, w latach 1926–1929 pracował jako kierownik handlowy Spółki Akcyjnej Przemysł i Eksport Leśny. W latach 30. XX wieku mieszkał we wsi Włochy przy ul. Sejmowej 4, gdzie prowadził własną firmę handlu drzewem.
Był żonaty z Jadwigą Śleszyńską, z którą miał troje dzieci: Krystynę (ur. 17 stycznia 1920), Danutę Magdalenę (ur. 22 lutego 1922) i Andrzeja Władysława (ur. 28 stycznia 1926).

## Ordery i odznaczenia
- Krzyż Srebrny Orderu Wojskowego Virtuti Militari nr 1458 31 maja 1921[11][12][1]